# Leptuca pugilator
Leptuca pugilator – gatunek kraba z rodziny Ocypodidae.
Gatunek ten opisany został w 1802 przez Louisa A.G. Bosca jako Gelasimus pugilator. Później umieszczany był w rodzaju Uca. Po rewizji Shiha i innych z 2016 zaliczany jest do rodzaju Leptuca.
Samce osiągają do 14 mm długości i do 21 mm szerokości, a samice do 14 mm długości i 29 mm szerokości. Szata godowa samców jest żółtawobiała z białym mniejszymi i płowożółtymi większymi szczypcami oraz przejściowo z fioletowawą łatką w regionie kardialnym karapaksu. Poza okresem przywabiania samic ich ubarwienie jest brązowo siateczkowane lub całkiem brązowe z małymi złotymi lub jasnobrązowymi kropkami, a w populacjach południowych jeszcze różową łatką w regionie gastrycznym karapaksu.
Karapaks cechuje bardzo szeroki region frontalny oraz długie i lekko zbieżne krawędzie przednio-boczne zaokrąglające się dalej w krawędzie grzbietowo-boczne. U samic grzbietowe i tylno-boczne powierzchnie karapaksu są w całości drobno granulowane. Szczypce lewy i prawy różnej wielkości. Te większe cechują się u samca obecnością nieskośnej, guzkowanej listewki na dłoniowej części propoditu. Oba palce większych szczypiec są drobno guzkowane. Wierzchołek palca nieruchomwgo jest trójzębny i nieco wygięty do góry, a odsiebna połowa palca ruchowmego mocno wypukła. Odnóża kroczne u samca mają smukłe meropodity. Trzecia para nóg krocznych u obu płci ma prostą krawędź środkowo-grzbietową meropoditu.
Występuje w subtropikalnej i umiarkowanej strefie północno-zachodniego Atlantyku, wzdłuż wybrzeży Stanów Zjednoczonych po Bahamy i północno-wschodnią Zatokę Meksykańską.